# 27日
27日（にじゅうしちにち）は、暦上の各月における27日目である。
各月の27日については下記を参照。
- 1月27日 - 1月27日 (旧暦)
- 2月27日 - 2月27日 (旧暦)
- 3月27日 - 3月27日 (旧暦)
- 4月27日 - 4月27日 (旧暦)
- 5月27日 - 5月27日 (旧暦)
- 6月27日 - 6月27日 (旧暦)
- 7月27日 - 7月27日 (旧暦)
- 8月27日 - 8月27日 (旧暦)
- 9月27日 - 9月27日 (旧暦)
- 10月27日 - 10月27日 (旧暦)
- 11月27日 - 11月27日 (旧暦)
- 12月27日 - 12月27日 (旧暦)

## 記念日・年中行事
- 仏壇の日（ 日本）
全日本宗教用具協同組合が制定[1]。3月27日のみだったものが毎月に拡大された。天武天皇14年3月27日、「各家に仏像・経を置いて礼拝供養せよ」という天武天皇の詔が出されたことに因む。